# Frankie Neil
Francis James Neil (São Francisco, 25 de julho 1883 - 6 de março de 1970) foi um pugilista americano, que se tornou campeão mundial dos pesos-galos entre 1903 e 1904.

## Biografia
Frankie Neil começou a boxear em 1900, tendo logo se tornado em um dos pugilistas mais temidos de seu tempo, haja vista que, quando subiu ao ringue para desafiar o título mundial pela primeira vez, em 1902, já acumulava em seu cartel quinze vitórias, todas por nocautes, três empates e apenas duas derrotas.
Subindo ao ringue contra o campeão Harry Forbes, em fins de 1902, Neil perdeu essa luta de maneira bastante controvertida. Acusando um golpe baixo desferido pelo campeão, no decorrer do 7º assalto, Neil agachou-se apoiado nas cordas. O árbitro da luta, contudo, não entendeu que tivesse ocorrido uma falta. Porém, sem sequer abrir contagem para Neil, o árbitro  de imediato declarou Forbes o vencedor do combate e deixou o ringue às pressas.
Quase um ano mais tarde, em meados de 1903, Neil teve sua segunda oportunidade de desafiar o título mundial de Harry Forbes, chance esta que Neil não desperdiçou, levando o campeão à nocaute, em apenas dois assaltos.
Uma vez tendo se tornado o novo campeão mundial dos pesos-galos, Neil defendeu seu título uma única vez, em um empate acontecido no final de 1903, após vinte assaltos lutados contra Johnny Reagan. Em seguida, já em 1904, no terceiro encontro entre Neil e Forbes, Neil nocauteou Forbes uma vez mais, detsa vez em três assaltos.
Então, próximo ao final de 1904, Neil colocou seu título em disputa pela segunda vez, quando acabou sendo derrotado, nos pontos, pelo britânico Joe Bowker, em um combate que durou vinte assaltos.
Depois de perder seu título dos galos, em meados 1906, Neil tentou retirar o título mundial dos pesos-penas das mãos Abe Attel, contudo acabou sendo derrotado, em uma decisão nos pontos, depois de vinte assaltos de luta. Quase dois anos mais tarde, já no início de 1908, uma vez mais Neil tornou a desafiar o título de Attel. Neste segundo encontro, Attel derrotou Neil, mediante um nocaute técnico.
Sofrendo derrotas sucessivas para Owen Moran (3 vezes), Abe Attel (2 vezes), Ad Wolgast e Monte Attel, entre 1906 e 1910, Neil acabou sofrendo a grande maioria de suas treze derrotas acumuladas na carreira. Todavia, apesar desse seu final de carreira em baixa, Neil não chegou a manchar gravemente seu impressionante cartel, que possui 25 vitórias por nocaute, em um total de 28 vitórias.